# ビフェノックス
ビフェノックス（英: bifenox）は、ジフェニルエーテル系除草剤である。

## 用途
ビフェノックスはプロトポルフィリノーゲンオキシダーゼ阻害剤である。雑草の幼芽や若い葉に作用して細胞膜を破壊し、過酸化物を放出する。光合成を阻害する作用も持つ。
アメリカのモービルケミカルが開発した薬剤で、日本では1981年11月5日に農薬登録を受けた。水田のノビルやマツバイに適用され、田植え前後に散布される。商品名は単剤の「ウィーラル」「モーダウン」、混合剤の「アップランダー」や「プレカット」などがある。